# Gershwin Theatre

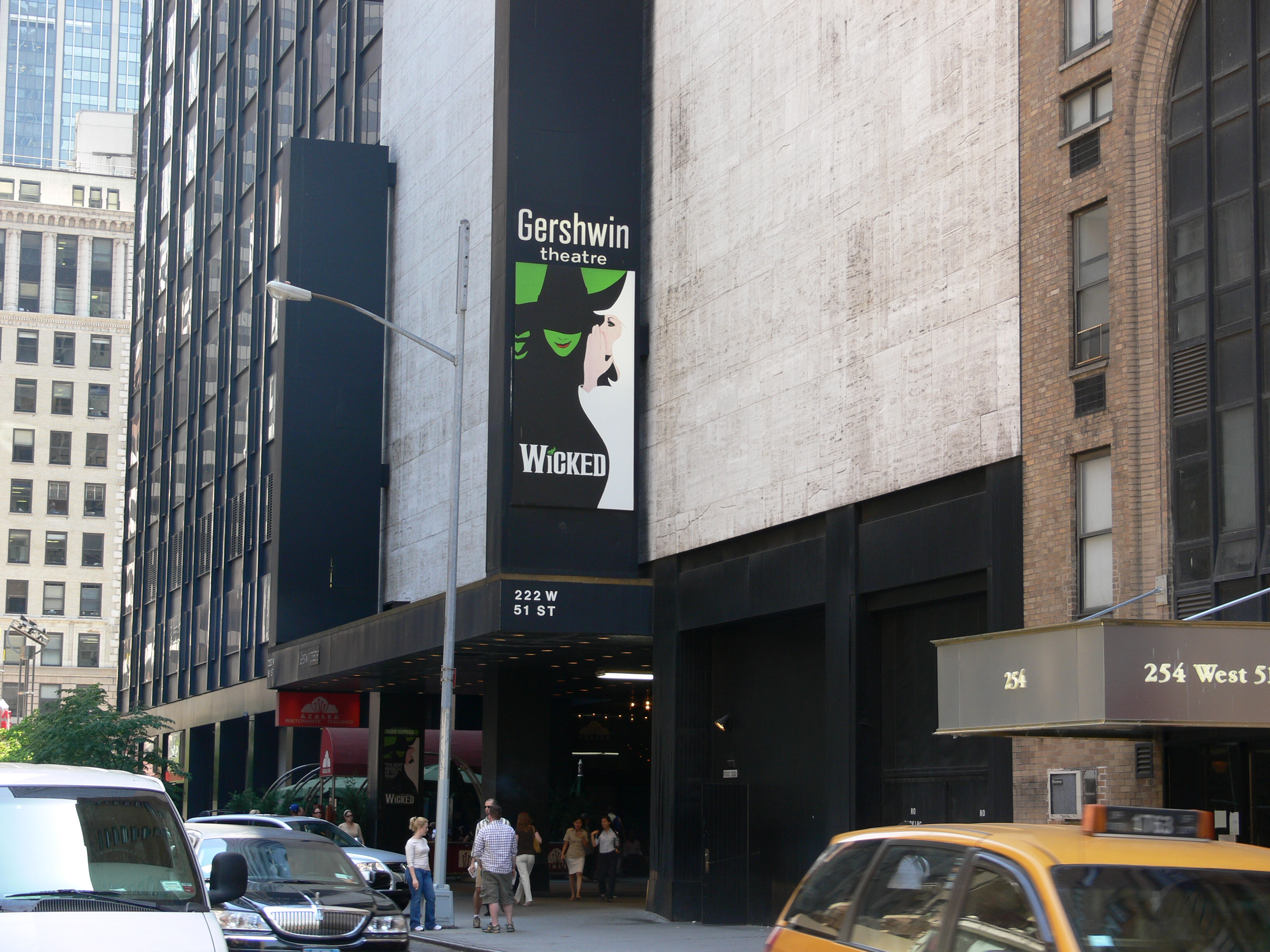
Gershwin Theatre NYC

El Gershwin Theatre es un teatro de Broadway situado en el 222 de la calle 51 Oeste en el centro de Manhattan, en el edificio Paramount Plaza. El teatro lleva el nombre de los hermanos George Gershwin, compositor, e Ira Gershwin, letrista. Tiene el mayor aforo de todos los teatros de Broadway, con 1.933 asientos, y acoge grandes producciones musicales. El Gershwin ha sido la sede del exitoso musical Wicked, ganador de un premio Tony, desde el 30 de octubre de 2003.
Diseñado en estilo modernista Art Nouveau por el escenógrafo Ralph Alswang, está situado en los niveles inferiores de un imponente complejo de oficinas construido con un coste estimado de 12,5 millones de dólares en el emplazamiento del histórico Capitol Theatre. Unas escaleras mecánicas conducen desde el nivel de la calle hasta el amplio vestíbulo, donde se encuentra el Salón de la Fama del Teatro Americano. Con un arco de proscenio ajustable de 65 pies de ancho y un escenario de 80 pies de ancho, es uno de los mayores escenarios de Broadway, ideal para grandes producciones musicales. Una gran orquesta con asientos de estadio y un entresuelo llenan el amplio auditorio. Se inauguró como Teatro Uris el 28 de noviembre de 1972 (llamado así por el promotor del edificio, Uris Buildings Corporation) con el musical Vía Galáctica, protagonizado por Raúl Julia. Fue un comienzo poco propicio para el local, ya que el primer espectáculo que perdió un millón de dólares cerró tras sólo siete representaciones. De 1974 a 1976 sirvió de sala de conciertos para actuaciones limitadas de varios artistas legendarios de la música pop y el jazz, antes de empezar a acoger grandes producciones musicales con Porgy and Bess en 1976. El recinto fue sede de los premios Tony en 1983, 1984, 1992, 1993, 1994 y 1999. Durante la 37.ª ceremonia de los premios Tony, celebrada el 5 de junio de 1983, el teatro fue rebautizado en honor a los Gershwin. El Gershwin fue modificado en gran medida para la producción en Broadway del musical Starlight Express de Andrew Lloyd Webber en 1987, una producción masiva que costó más de 8 millones de dólares. Starlight llegó a hacer casi 800 representaciones en el Gershwin.